# Straniero (Bianca Atzei)
Straniero è un singolo della cantante italiana Bianca Atzei in collaborazione con il cantante Seryo, emergente con il quale condivide la stessa etichetta discografica, e Boss Doms che ne cura la produzione.
Il singolo è stato pubblicato il 7 luglio su tutte le piattaforme digitali e streaming ed è entrato in rotazione radiofonica a partire dal 9 luglio 2021.

## Video musicale
Il videoclip, diretto da Simone Mastronardi, è stato pubblicato su YouTube, la settimana successiva all'uscita del singolo, sul canale di Apollo Records.

## Classifiche
| Classifica (2021)             | Posizione massima |
| ----------------------------- | ----------------- |
| Italia (airplay indipendenti) | 5                 |